# Шварц, Антун
Антун Шварц (хорв. Antun Švarc, нем. Anton Schwarz; 18 октября 1823, Загреб — 28 декабря 1891, Загреб) — хорватский скрипач и дирижёр.
Родился в еврейской семье, при рождении получил имя Нафтали, но в дальнейшем пользовался именем Антон (Антун). Учился в школе Загребского музыкального общества (1839—1841) у Юрая Виснер-Моргенштерна и Антуна Киршхофера (нем. Antun Kirschhofer; 1807—1849), в 1841—1842 гг. совершенствовался как музыкант в Вене под руководством Соломона Зульцера. В 1844 году дебютировал в родном городе как скрипач, на следующий год совершил гастрольную поездку по Венгрии и Силезии. С 1847 г. играл в оркестре Загребской оперы, в 1857—1881 гг. выступал также как дирижёр, специализируясь в особенности на опереттах Жака Оффенбаха; «Свадьба при фонарях» Оффенбаха, прошедшая под управлением Шварца в 1863 году, стала первой опереттой, поставленной на хорватском языке. Руководил струнным квартетом. С 1851 г. и до конца жизни вёл класс скрипки в школе Загребского музыкального общества; среди его учеников Джуро Айзенхут. Автор скрипичных, хоровых и вокальных сочинений. Помимо прочего, был кантором одной из загребских синагог.
Двоюродный брат, Лавослав Шварц (хорв. Lavoslav Schwarz; 1837—1906) — известный хорватский благотворитель, учредивший ряд стипендий для университетского обучения загребской молодёжи и основавший в Загребе еврейский дом престарелых (Дом Лавослава Шварца).